# Marius Petipa
Michel-Victor-Marius-Alphonse Petipa (în rusă Мариус Иванович Петипа, transliterat: Marius Ivanovici Petipa; n. 11 martie 1818, Marsilia, Franța – d. 1/14 iulie 1910, Hurzuf, gubernia Taurida, Imperiul Rus) a fost un balerin, maestru de balet⁠(d) și coregraf francez care a trăit și a activat în Rusia de la vârsta de 29 de ani până la moartea sa.
A fost prim-balerin în Franța, Belgia și Spania. În 1847 a intrat în trupa de teatru de la Teatrul Imperial din Petersburg.
Petipa a fost unul dintre cei mai influenți maeștri de balet și coregrafi de balet din istoria baletului.

## Lucrări
- Baiadera (La Bayadère), muzica de Ludwig Minkus, 1877;

- Giselle (de Jean Coralli și Jules Perrot), muzica Adolphe Adam și Cesare Pugni, 1850;
- Corsarul (Le Corsaire de Joseph Mazilier). Împreună cu Jules Perrot, muzica Adolphe Adam und Cesare Pugni, 1858;
- La Somnambule (de Jean-Pierre Aumer), muzica Ferdinand Hérold și Cesare Pugni, 1859;

## In memoriam
Din 2012, un crater de pe planeta Mercur a fost numit Petipa în onoarea sa.